# انتخابات برشلونة الرئاسية 2015
كانت الانتخابات الرئاسية لنادي برشلونة 2015 الانتخابات الرئاسية الثالثة عشرة في تاريخ النادي الكتلوني، والتي أجريت يوم السبت 18 يوليو 2015. أعيد انتخاب الرئيس المؤقت جوزيب ماريا بارتوميو بعد فوزه على المنافسين الرئيسيين الثلاثة الآخرين: خوان لابورتا، الرئيس السابق للنادي، توني فريكسا المدير التنفيذي السابق، وأجوستي بينيديتو رجل الأعمال. بلغ عدد الناخبين في هذه الانتخابات 109,637 وجميعهم من أعضاء نادي برشلونة، حيث صوتوا من خلال نظام الاقتراع العام وانتخبوا رئيسهم الجديد لمدة 6 سنوات. بلغت نسبة المشاركة النهائية 43.12%، بانخفاض قدره 5% عن الانتخابات الأخيرة.

## التقويم الانتخابي
جاء التقويم الانتخابي على النحو التالي:
- 11 يونيو: الدعوة لإجراء انتخابات
- 24-26 يونيو: جمع التوقيعات
- 29 يونيو - 4 يوليو: إعلانات الترشيح والتوقيعات
- 6-8 يوليو: إعلان الترشيحات المقبولة
- 9-16 يوليو: الحملة الانتخابية
- 17 يوليو: الصمت الانتخابي
- 18 يوليو: يوم الانتخابات

## الترشيحات
كان هناك 7 مرشحون: جوسيب ماريا بارتوميو، وأجوستي بينيديتو، وجوردي فاري، وتوني فريكسا، وخوان لابورتا، وجوردي ماجو، وخوان باتيست. رغم أن عدد أعضاء النادي أكثر من 140 ألف عضو، فإن المخول لهم بالتصويت بلغ عددهم 109637 كونهم حققوا كافة الشروط اللازمة للتصويت. كان على كل مرشح الحصول على 2534 ترشيحا قبل 4 يوليو. تمكن جوسيب ماريا بارتوميو وخوان لابورتا وتوني فريكسا وأغوستي بينيديتو من جمع التوقيعات اللازمة، مما جعلهم مرشحين رسميين للتنافس في الانتخابات على رئاسة النادي.

## النتائج
بلغت عدد المصوتين في الانتخابات ممن احتسبت أصواتهم 47,270 عضوًا وهو ما مثل ما نسبته 43.12% من إجمالي الذي يحق لهم التصويت. حصل جوزيب ماريا بارتوميو على 25,823 صوتًا (54.63%) وفاز في الانتخابات، وحصل خوان لابورتا على 15,615 صوتًا (33.03%) في المركز الثاني، ثم أغوستي بينيديتو بـ 3,386 صوتًا (7.16%) في المركز الثالث بينما حل توني فريكسا في المركز الرابع بـ 1750 صوتًا (3.70%).